# Ossining
Ossining is een plaats in de Amerikaanse staat New York. Het is gelegen naast de rivier de Hudson. Ossining telt ongeveer 24.000 inwoners en is voornamelijk bekend vanwege de Sing Sing-gevangenis.

## Geboren
- Walter Kenrick Fisher (1878-1953), zoöloog
- Robert H. Pearson (1924-1996), componist, muziekpedagoog en dirigent
- Karl Korte (1928), componist, muziekpedagoog en trompettist
- Anne Francis (1930-2011), actrice
- Benjamin Cohen (1937), econoom
- Sonny Sharrock (1940-1994), jazz-gitarist
- Ted Daniel (1943), jazzmuzikant
- Jesse Lee Soffer (1984), acteur